# Cratere Bathsheba
Bathsheba  è un cratere sulla superficie di Venere. Deve il suo nome a Betsabea (in ebraico בת שבע‎?), regina d'Israele intorno al X secolo a.C..